# 李闰 (东汉)
李闰（?—?），東漢時的宦官。
漢安帝時，李闰任中黃門。李闰和江京在太后邓绥死后，诋毁邓家，121年，邓骘一族被杀。漢安帝封江京为都乡侯，将李闰封为雍乡侯，二人全都提升为中常侍。123年，大鸿胪耿宝亲见太尉杨震，向他推荐李闰的哥哥，说：“李常侍受到国家的倚重，想让三公征召他的哥哥当官。我只是传达上意。”杨震说：“如果朝廷有意让主管官员征召，本应有尚书发出的敕令。”耿宝十分恼恨地离去。
安帝廢太子劉保为济阴王。125年，安帝崩，閻皇后擁漢章帝孫北鄉侯劉懿為帝。不久劉懿死，孫程和王康等十九名宦官拥立济阴王。江京、刘安和李闰、陈达等正好都坐在禁门下，孙程和王康一齐动手，斩殺閻顯、江京、劉安及陳達等人，因李闰长久享有权势，为宫内人所信服，想让他来领头。所以举刀胁迫李闰说：“你必须答应拥戴济阴王为帝，不得动摇！”李闰回答：“是。”于是，大家将李闰扶起来，都到西钟楼下迎济阴王即皇帝位為漢順帝。閻后派人送来印信说：“能拿获济阴王的，封万户侯。拿获李闰的，封五千户侯。”順帝封十九人為侯，因此孫程等宦官史稱十九侯。李闰因没有参与首谋，所以没有封侯。
126年，司隶校尉虞诩上奏弹劾中常侍程璜、陈秉、孟生、李闰等。百官指责虞诩苛刻。結果李闰與孫程等十九侯被漢順帝免去官職。